# Retour aux Philippines
Pour plus de détails, voir Fiche technique et Distribution.
Retour aux Philippines (Back to Bataan) est un film américain réalisé par Edward Dmytryk en 1945.

## Synopsis
La Seconde Guerre mondiale, aux Philippines. L'histoire débute le 30 janvier 1945, sur l'île de Luçon, avec la libération de Cabanatuan, un camp de prisonniers de guerre de l'armée impériale japonaise. Cette opération a été conduite par le capitaine Andrés Bonifácio (Jr.), petit-fils d'Andrés Bonifacio, un héros de la révolution philippine, contre l'avis de son supérieur, le colonel Joseph Madden.
Bientôt, ce dernier reçoit l'ordre de mener à Luçon des opérations de guérilla, en collaboration avec les résistants philippins. Il bénéficiera pour ce faire de l'aide de Dalisay Delgado (fiancée à Bonifácio), travaillant en apparence pour l'administration à la solde de l'empire du Japon.
Cette guérilla est menée en prévision des opérations de débarquement américaines constituant la prémisse de la Campagne des Philippines.

## Fiche technique
- Titre original : Back to Bataan
- Titre français : Retour aux Philippines
- Titre belge : Retour à Bataan
- Réalisateur : Edward Dmytryk
- Scénario : Ben Barzman et Richard H. Landau, d'après des faits historiques et une histoire de Æneas MacKenzie et William Gordon
- Direction artistique : Albert S. D'Agostino et Ralph Berger
- Décors de plateau : Darrell Silvera et Charles Nields
- Costumes (robes) : Renié
- Directeur de la photographie : Nicholas Musuraca
- Son : James G. Stewart et Earl A. Wolcott
- Montage : Marston Fay
- Musique : Roy Webb
- Producteur : Robert Fellows, pour la RKO Pictures
- Société de distribution : RKO Pictures
- Pays d’origine :  États-Unis
- Langue : Anglais
- Format : Noir et blanc - 35 mm - 1,37:1 - Son mono
- Genre : Guerre - Drame
- Durée : 95 minutes
- Dates de sortie :
  - États-Unis : 31 mai 1945
  - France : 3 septembre 1947

## Distribution
- John Wayne (VF : Raymond Loyer / Rd : Daniel Sarky) : le colonel Joseph Madden
- Anthony Quinn : le capitaine Andrés Bonifácio
- Fely Franquelli (en) : Dalisay Delgado
- Beulah Bondi : Bertha Barnes
- Paul Fix : Bindle Jackson
- Alex Havier (crédité J. Alex Havier) : le sergent Bernessa
- 'Duckie' Louie : Maximo Cuenca
- Richard Loo : le major Hasko
- Philip Ahn : le colonel Coroki
- Leonard Strong : le général Masaharu Honma
- Abner Biberman : le capitaine japonais à l'école
- Vladimir Sokoloff : señor Buenaventura J. Bello
- Lawrence Tierney : le capitaine de corvette Waite
- John Miljan (non crédité) : le général Jonathan 'Skinny' Wainwright
- Ray Teal (non crédité) : le lieutenant colonel Roberts

## Autour du film
- Le film a été tourné de novembre 1944 à mars 1945[1] aux Philippines et dans un ranch à Thousand Oaks (Californie)[2].
- John Wayne et Anthony Quinn joueront une deuxième et dernière fois ensemble 2 ans plus tard, toujours pour la RKO, dans le film Taïkoun.
- C'est le troisième des 4 films qu'Anthony Quinn tourna pour Edward Dmytryk ; seul Robert Florey le fit plus tourner (5 films).